# Тиймбилдинг
Тиймбилдинг е дума с английски произход и се превежда като „изграждане на екип“.

## Определение
Тиймбилдингът /от англ. team /екип, отбор/ и building /изграждане/, т.е. изграждане на екип, отбор/ е процес, който позволява създаването и развитието на колективни ценности в една организация, институция или фирма. Ценностите могат да бъдат както единство, породено от взаимна зависимост, така и участие. Те се постигат чрез дейности тип игри, често от колективен характер. Благодарение на тях участниците кумулират /натрупват/ способността си да работят в екип. Тиймбилдинг е важен фактор за всяка среда, чиято цел е да извади на най-доброто от екипа, за да се осигури развитие, положителна комуникация, ръководни умения и способността за сътрудничество.
Тиймбилдингът е философски метод за работа, в който на работниците се гледа като на членове от независими отбори, вместо като индивидуални работници.  Тиймбилдинга се отнася до голям набор от дейности, представяни на много бизнеси, училища, спортни отбори, религиозни и неправителствени организации, имащи за цел да подобрят отборното представяне. Тиймбилдингът е постиган чрез различни практики, които варират от прости упражнения за сближаване с колектива до сложни целодневни симулации, целящи да развият екипа до краен предел (включително групова оценка и групово-динамични игри), като обикновено е нещо средно между двете. Като цяло тиймбилдингът е насочен към организационното развитие, но може да бъде приложен също така и към спортни екипи, училищни групи и др. Тиймбидингът не трябва да се бърка с „пресъздаването на отбор“, което се състои от действия, които са строго развлекателни. Тиймбилдингът може да бъде видян и в обикновените дневни операции на дадена организация, като това може да бъде подобрено чрез успешно лидерство. Казано е, че тиймбилдингът има положителните качества да развие същността, позитивната комуникация и способността да ни накара да работим заедно за справянето с дадени проблеми като един отбор.
Работната среда принципно се фокусира върху отделните служители и личните цели, като ги награждава за постиженията на служителите. Тиймбилдингът също може да се отнася и за процес по избиране и създаване на екип от нищото.

## Четири подхода
При тийм билдинга има четири подхода към изграждането на екип: 

### Задаване на цели
Важни са ясните цели, както  индивидуални, така и екипни. Членовете на екипа се включват в планиране на действие, за да определят начините за определяне на успех (или неуспех) и постигане на целите. Това има за цел да засили мотивацията. Чрез идентифициране на конкретни резултати и тестове за постепенен успех екипите могат да измерват своя напредък.

### Поясняване на екипната роля
Това подобрява разбирането от страна на членовете на екипа за собствените им и/или на колегите им съответни служебни задължения. Целта е да се намали неяснотата и да се насърчи разбирането на значението на структурата чрез дейности, насочени към определяне и коригиране на ролите. Това подчертава взаимозависимостта на членовете на екипа и важността на всеки отделен член в цялостната екипна работа, както и способността им да се съсредоточат върху собствената си роля за успеха на екипа.

### Решаване на проблеми
В управлението на проекти и математиката решаването на проблеми (задачи) е обща методология за решаване на съществуващи проблеми и задачи. При военните се акцентира върху необходимостта от идентифицирането на настоящите основни проблеми.

### Отношения в екипа
Изграждането и поддържането на стабилна екипна работа се постига с повишаване на уменията за работа в екип, включително получаване на подкрепа в рамките на екипа, комуникация и споделяне на усилията.